# Sistema acusatorio
“El sistema penal acusatorio es un sistema adversarial, donde las partes (la Fiscalía y la Defensa), se enfrentan en igualdad de oportunidades ante un juez imparcial, quien con base en las pruebas y argumentos, decide si condena o absuelve”.
En el paradigma acusatorio, que tiene como piedra fundacional el respeto irrestricto de los derechos humanos y garantías procesales y penales, se destaca la presunción de la inocencia del acusado, hasta que se pruebe lo contrario. 
Como modelo de sistema acusatorio a seguir debe destacarse el recientemente implementado en la provincia de Mendoza, Argentina, con un 100% de audiencias exitosas en el primer mes y medio de vigencia.  
El proceso en este modelo es una garantía individual frente al intento estatal de imponer una pena; admite la posibilidad excepcional de privar al imputado de su libertad antes de la condena, pero solo como una medida cautelar de los fines del proceso y nunca como una sanción anticipada.
Como parte de presuponer la inocencia del imputado, no admite ningún otro medio que no sea la prueba lícita para acreditar la culpabilidad, que sólo puede ser válida en tanto fuese obtenida sin violentar los derechos y garantías constitucionales del imputado o, en su caso, mediante autorización judicial.
Las funciones de acusar, defender y juzgar se encomiendan a sujetos diferenciados e independientes entre sí (Juez, Fiscal y Defensor, respectivamente); el imputado es considerado un sujeto del proceso, titular de derechos, a quien se lo respeta en su dignidad humana y se le garantiza el derecho de defensa, prohibiéndose obligarlo a colaborar con la investigación y a declarar contra sí mismo.
En el derecho angloamericano, el sistema acusatorio es el principal procedimiento para presentar pruebas en una corte.
Insta a que las partes opuestas presenten la pertinente información y que expongan e interroguen a los testigos antes de ir al tribunal y/o con un juez. Cada parte debe dirigir su propia investigación. 
En los procesos penales, la fiscalía representa al estado y tiene a su disposición al departamento de policía con sus investigadores y laboratorios; la defensa tiene que organizar y pagar su propia averiguación, habiendo ayuda legal para los pobres. En los procedimientos civiles el sistema acusatorio funciona de manera similar, a excepción de que ambas partes contratan abogados privados para preparar sus casos.
Una hábil indagación produce frecuentemente declaraciones que pueden ser interpretadas de varias formas; en el interrogatorio, los defensores buscan alterar la percepción inicial del jurado sobre un testimonio.

## El Sistema Penal Acusatorio en México
El Sistema acusatorio es un régimen penal, sancionatorio que impone a quien acusa la carga de la prueba, es decir, es el Ministerio Público quien deberá probar las imputaciones delictivas para destruir la presunción de inocencia.
La envergadura de la Reforma constitucional en materia penal representa un parteaguas en los sistemas de procuración e impartición de Justicia. Además, significa un verdadero cambio de paradigma que todos los actores que conforman un Estado democrático de Derecho debemos de asumir con responsabilidad y compromiso. Este utilizará la Oralidad como el medio por excelencia para poner en marcha sus principios rectores: la inmediación, la contradicción, la continuidad, la concentración y la publicidad.
A partir del 18 de junio de 2008, con la publicación de la Reforma Constitucional en materia de seguridad pública y justicia penal, México ha llevado a cabo una de las reformas más importantes de su historia en la materia. Los juicios orales son la parte más importante del nuevo sistema penal acusatorio. A través de la transparencia y la Eficacia, las víctimas y los acusados tienen la oportunidad de presentar sus argumentos, toda vez que los casos son mostrados públicamente, frente a la presencia del Juez y de las partes. La moralidad en el sistema de justicia mexicano propiciará que la justicia sea efectiva, de calidad y transparente.